# Ineu
Ineu (maghiară: Borosjenő; sârbă: Јенопоље; turcă: Yanova) este un oraș în județul Arad, Crișana, România, format din localitatea componentă Ineu (reședința), și din satul Mocrea. Situat la o distanță de 57 km față de municipiul Arad, orașul Ineu ocupă o suprafață de 116,6 km2 la contactul Depresiunii Crișului Alb cu Câmpia Crișurilor. Ineul este principala poartă de intrare în Țara Zarandului.
Ineul este atestat documentar din anul 1214 sub denumirea de Villa Ieneu.

## Așezare geografică
Orașul este situat în partea de vest a României, pe cursul Crișului Alb, între Munții Zărand și Munții Codru Moma. La 3 km sud, se ridică până la o înălțime de 372 m, mamelonul vulcanic Mocrea.

### Puncte de frontieră apropiate
- Turnu (70 km VSV)
- Nădlac (90 km VSV)
- Vărșand (ca. 60 km VNV)
- Aeroportul Internațional Arad

## Istoric
Istoria medievală a Ineului se suprapune cu istoricul cetății, situată pe Calea Traian, operă a arhitecturii Renașterii târzii. Aici încă din 1295 este atestată documentar o fortăreață ridicată în centrul unui cnezat românesc. Mai târziu importanța cetății crește, devenind centrul unui mare domeniu feudal, compus din 51 de sate.

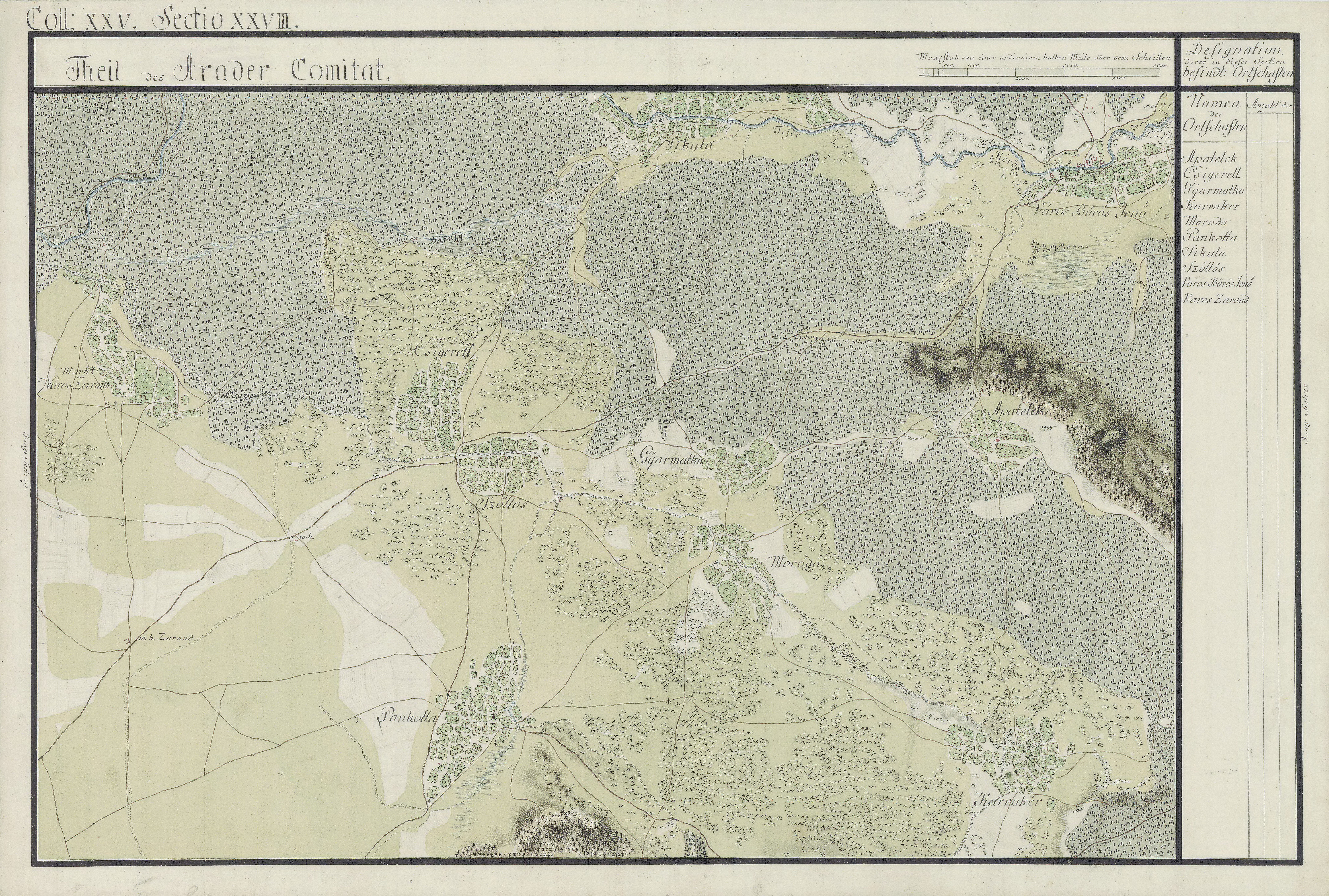
Ineu în Harta Iozefină a Comitatului Arad, 1782-85

Adevărata importanță o capătă însă după 1541, odată cu constituirea Transilvaniei ca principat autonom și când, alături de Caransebeș, Lugoj și Oradea, devine o verigă însemnată în centura vestică de apărare antiotomană a principatului. În 1566, după o rezistență eroică, este cucerită de otomani. În 1595 armatele ardelene au căutat sa recucerească Câmpia Aradului.
Tocmai în timpul recuceririi Bucureștilor de către otomani a sosit vestea că trupele ardelenești au ajuns sub zidurile Ineului. La 22 octombrie 1595 garnizoana otomană de la Ineu a fost silită să capituleze.
În noiembrie 1599, ca urmare a victoriei lui Mihai Viteazul în bătălia de la Șelimbăr, cetatea a intrat sub stăpânirea acestuia. Pârcălabul trimis din Țara Românească exercita jurisdicție în tot cuprinsul Comitatului Zarand. În luptă, garnizoana Ineului participă la bătălie alături de Mihai Viteazul. Peste câteva luni voievodul a trecut prin aceste părți în drum spre Praga, pentru a duce tratative cu împăratul Rudolf al II-lea, care se aliase cu nobilimea transilvană împotriva domnitorului.
Dezvoltarea tehnicii militare, în special a artileriei, reclamă construcția cetății potrivit noilor condiții de luptă. De aceea, începând cu anul 1645, lucrările se execută sub conducerea lui Gabriel Haller, așa cum o arată placa așezată atunci pe poarta cetății. Acesta studiase arhitectura militară în Italia și adopta soluții originale adecvate stilului Renașterii târzii.
Cetatea se compunea de fapt din două elemente. Primul, cetatea interioară cu două nivele, existentă până astăzi, are formă de pătrat, la colțuri fiind străjuită de patru bastioane circulare etajate, care permiteau acțiunea eficace a artileriei, încă văzându-se urmele unor deschizături adaptate pentru gurile de foc. Al doilea element situat în exterior, la o distanță de câteva sute de metri, forma brâul de ziduri din piatră, tot în formă de pătrat, cu bastioane la colțuri. Din acestea nu ne-au rămas decât puține urme, între care se remarcă rămășițele bastionului dinspre Crișul Alb, situat în grădina școlii. Zidurile erau înconjurate din trei părți de șanțuri cu apă, pe cea de a patra latură curgând Crișul Alb. Cucerită din nou de turci în 1658, fapt relatat pentru importanța lui și de Miron Costin, aceștia o stăpânesc până la sfârșitul secolului, când este cucerită de către trupele habsburgice.
După o scurtă perioadă de folosire de către grănicerii mureșeni (1700–1745), cetatea a fost lăsată în părăsire, doar cea interioară fiind refăcută pe la 1870, în mare măsură deformată. În această perioadă Ineul devine un important centru economic, politic și cultural. Aici s-a așezat în anul 1706 episcopul ortodox Isaia Diacovici, care a murit în 1708 la Viena. Urmașii săi în scaunul episcopal s-au mutat la Arad, unde a luat ființă Episcopia Aradului, subordonată inițial Mitropoliei de Carloviț, apoi Patriarhiei de Carloviț.

## Demografie
Componența etnică a orașului Ineu
     Români (82,88%)
     Romi (5,71%)
     Maghiari (2,6%)
     Alte etnii (0,25%)
     Necunoscută (8,56%)
Componența confesională a orașului Ineu
     Ortodocși (74,79%)
     Penticostali (5,52%)
     Romano-catolici (4,08%)
     Baptiști (2,12%)
     Adventiști (1,79%)
     Alte religii (2,59%)
     Necunoscută (9,11%)
Conform recensământului efectuat în 2021, populația orașului Ineu se ridică la 8.807 locuitori, în scădere față de recensământul anterior din 2011, când fuseseră înregistrați 9.260 de locuitori. Majoritatea locuitorilor sunt români (82,88%), cu minorități de romi (5,71%) și maghiari (2,6%), iar pentru 8,56% nu se cunoaște apartenența etnică. Din punct de vedere confesional, majoritatea locuitorilor sunt ortodocși (74,79%), cu minorități de penticostali (5,52%), romano-catolici (4,08%), baptiști (2,12%) și adventiști (1,79%), iar pentru 9,11% nu se cunoaște apartenența confesională.
0200040006000800010.00012.0001977199220022011populațiePopulația istorică din Ineu
Date: Recensăminte sau birourile de statistică - grafică realizată de Wikipedia

## Politică și administrație
Orașul Ineu este administrat de un primar și un consiliu local compus din 15 consilieri. Primarul, Călin-Ilie Abrudan[*], de la Partidul Național Liberal, este în funcție din 2012. Începând cu alegerile locale din 2024, consiliul local are următoarea componență pe partide politice:
|  | Partid                          | Consilieri | Componența Consiliului | Componența Consiliului | Componența Consiliului | Componența Consiliului | Componența Consiliului | Componența Consiliului | Componența Consiliului | Componența Consiliului | Componența Consiliului | Componența Consiliului |
|  | ------------------------------- | ---------- | ---------------------- | ---------------------- | ---------------------- | ---------------------- | ---------------------- | ---------------------- | ---------------------- | ---------------------- | ---------------------- | ---------------------- |
|  | Partidul Național Liberal       | 10         |                        |                        |                        |                        |                        |                        |                        |                        |                        |                        |
|  | Partidul Social Democrat        | 4          |                        |                        |                        |                        |                        |                        |                        |                        |                        |                        |
|  | Alianța pentru Unirea Românilor | 1          |                        |                        |                        |                        |                        |                        |                        |                        |                        |                        |

## Atracții turistice
Arheologii au scos la lumina vestigii aparținând neoliticului (topoare cu gaură, silexuri, ceramică), civilizației dacice, perioadei de ocupație romană (linii de fortificații, podoabe, arme, pietre de moară), izvoare ce atestă continuitatea locuirii acestor meleaguri.
Reședință a unor cnezate românești, Ineul este cunoscut ca un puternic centru fortificat. Cetatea Ineului este menționată ca și fortificație încă din anul 1295. Având o poziție strategică pentru apărarea Transilvaniei, cetatea Ineului a avut o istorie
extrem de zbuciumată. A făcut parte din fortificațiile lui Iancu de Hunedoara, a fost ocupată de turci în mai multe rânduri, a fost reședință de sangeac, a intrat în posesia lui Mihai Viteazul, a fost cucerită de habsburgi, a fost centru de regiment grăniceresc, aceste perioade și evenimente punându-și adânc amprenta asupra dezvoltării orașului. Rămasă în ruină, după anul 1870 cetatea este reconstruită în stil neoclasic cu elemente ale renașterii târzii și ale barocului. În perioada revoluției pașoptiste (1848-1849) Ineul este un important centru al mișcării naționale românești. În 1849 aici a depus armele armata condusă de generalul Vécsey Károly. În parohia reformată din Ineu se poate vedea placa memorială a acestui eveniment.
Potențialul turistic al orașului este unul de excepție. Cetatea Ineului, ansamblul arhitectural din centrul istoric al orașului, Poiana cu narcise din Pădurea Rovina si Balta Rovina sunt obiective turistice de prim rang care nu trebuie ocolite de turiștii care vizitează această parte de țară.
- Cetatea Ineului
- Poiana Narciselor – o zona protejată de 6 ha
- Dealul viilor – 83 ha
- Importante zone de pescuit în cele șase lacuri cu o suprafață totală de 404 ha
- Păduri de agrement cu un bogat fond cinegetic
- Turism balnear și de tratament: Dezna, Moneasa

Popasuri turistice: Dezna, Ineu, Moneasa

### Agroturism
În zonele rurale există cabane și case țărănești intrate în circuitul agroturistic. Zonele de vânatoare dispun de cabane speciale și de dotarile aferente. 
- Zona de sud a Ineului cu dealul Mocrea-vii

## Personalități născute aici
- Sava Brancovici (1620 - 1683), mitropolit ortodox al Ardealului;
- Gheorghe Brancovici (1645 - 1711), cărturar;
- Pavel Dârlea, profesor în Ineu, primul director al Școlii Speciale din Ineu, a condus delegația Ineului la Marea Unire de la Alba Iulia 1918. În anii 1930 a fost deputat PNL de Arad.
- Radu Theodoru (n. 1924), general, scriitor controversat;
- Corneliu Omescu (1936 – 2001), scriitor;
- Radu Călin Cristea (1955 - 2020), scriitor;
- Ioan Mang (n. 1958), profesor universitar;
- Alexandru Leucuță (n. 1987), fotbalist.